# مارك بونيل
مارك بونيل هو سياسي كندي، ولد في 7 يونيو 1860 في Lamaline ‏ في كندا، وتوفي في 22 مارس 1945. نشط حزبياً في الحزب الليبرالي في جزيرة الأمير إدوارد ‏.